# وزارة إسماعيل صدقي باشا الثالثة
وزارة إسماعيل صدقي باشا الثالثة هي الوزارة الستون في مصر، صدر المرسوم الملكي بتشكيلها في 16 فبراير 1946.:479:484

## أعضاء الحكومة
| الوزارة                                   | الوزير                    |
| ----------------------------------------- | ------------------------- |
| رئيس مجلس الوزراء ووزير الداخلية والمالية | إسماعيل صدقي باشا         |
| وزير دولة ويتولى وزارة الخارجية           | أحمد لطفي السيد باشا      |
| وزير العدل                                | محمد كامل مرسي باشا       |
| وزير الأشغال العمومية                     | عبد القوي أحمد باشا       |
| وزير الدفاع الوطني                        | أحمد عطية باشا            |
| وزير الصحة العمومية                       | سليمان عزمي باشا          |
| وزير المعارف العمومية                     | محمد حسن العشماوي باشا    |
| وزير الشئون الاجتماعية                    | محمد عبد الجليل سمره باشا |
| وزير الأوقاف                              | إبراهيم دسوقي أباظة باشا  |
| وزير الزراعة                              | حسين عنان باشا            |
| وزير المواصلات                            | حنفي محمود باشا           |
| وزير التجارة والصناعة والتموين            | سابا حبشي باشا            |

## تعديلات
- في 28 مارس 1946 صدر مرسوم بإلغاء وزارة التموين وإضافة اختصاصاتها إلى وزارة التجارة والصناعة.[2]:278:279
- في 30 يونيو 1946 أسندت وزارة المالية إلى عبد الرحمن البيلي.[2]:504
- في 11 سبتمبر 1946 أسندت وزارة الخارجية إلى إبراهيم عبد الهادي باشا.[2]:334 وأسندت وزارة العدل إلى محمود حسن باشا.[2]:478